# Cynomops mexicanus
Cynomops mexicanus  — вид рукокрилих родини молосових.

## Середовище проживання
Країни поширення: Беліз, Коста-Рика, Гватемала, Гондурас, Мексика, Нікарагуа. Мешкає від низовин до 1500 м над рівнем моря в листяних і вічнозелених лісах і просіках, часто поблизу води. 

## Морфологія
Морфометрія. Довжина голови й тіла: 55—78, хвоста: 25—34, вух: 14—17, задньої ступні: 9—12, передпліч: 34—38, вага: 11—29.
Опис. Верх від темно-коричневого до чорнуватого, низ сіро-коричневий. Хутро коротке (2-3 мм) і оксамитове. Вуха короткі й округлі не виступають на лоб. Рило плоске й широке, не ребристе. Хвіст довжиною близько 1/2 довжини голови й тіла. Подібні види: Cynomops planirostris. Всі інші подібні кажани мають вуха, що вступають на лоб.

## Стиль життя
Невеликі групи ночують в порожнинах дерев і будівлях. Активність починається незабаром після заходу сонця. Більшість реєстрацій представників виду зроблені над потоками або ставками. Поживою є крилаті мурахи, жуки.